# Juanmi (1993)
Juan Miguel Jiménez López (* 20. května 1993 Coín), známý jako Juanmi, je španělský profesionální fotbalista, který hraje na pozici křídelníka či útočníka za saúdskoarabský klub Ar-Riyadh SC, kde je na hostování z Realu Betis. V roce 2015 odehrál také jedno utkání v dresu španělské reprezentace.

## Reprezentační kariéra
Juanmi byl členem španělských mládežnických reprezentací. S výběrem do 19 let vyhrál Mistrovství Evropy U19 v letech 2011 i 2012.
V A-mužstvu Španělska přezdívaném La Furia Roja debutoval 31. 3. 2015 v Amsterdamu v přátelském zápase proti týmu Nizozemska (prohra 0:2).